# کاریزو (آریزونا)
کاریزو (به انگلیسی: Carrizo) یک منطقهٔ مسکونی در ایالات متحده آمریکا است که در شهرستان جیلا، آریزونا واقع شده‌است. کاریزو ۲۳٫۴۴ کیلومتر مربع مساحت و ۳٬۳۶۳ نفر جمعیت دارد و ۱٬۴۹۹٫۰۲ متر بالاتر از سطح دریا واقع شده‌است.